# Adam Lerue

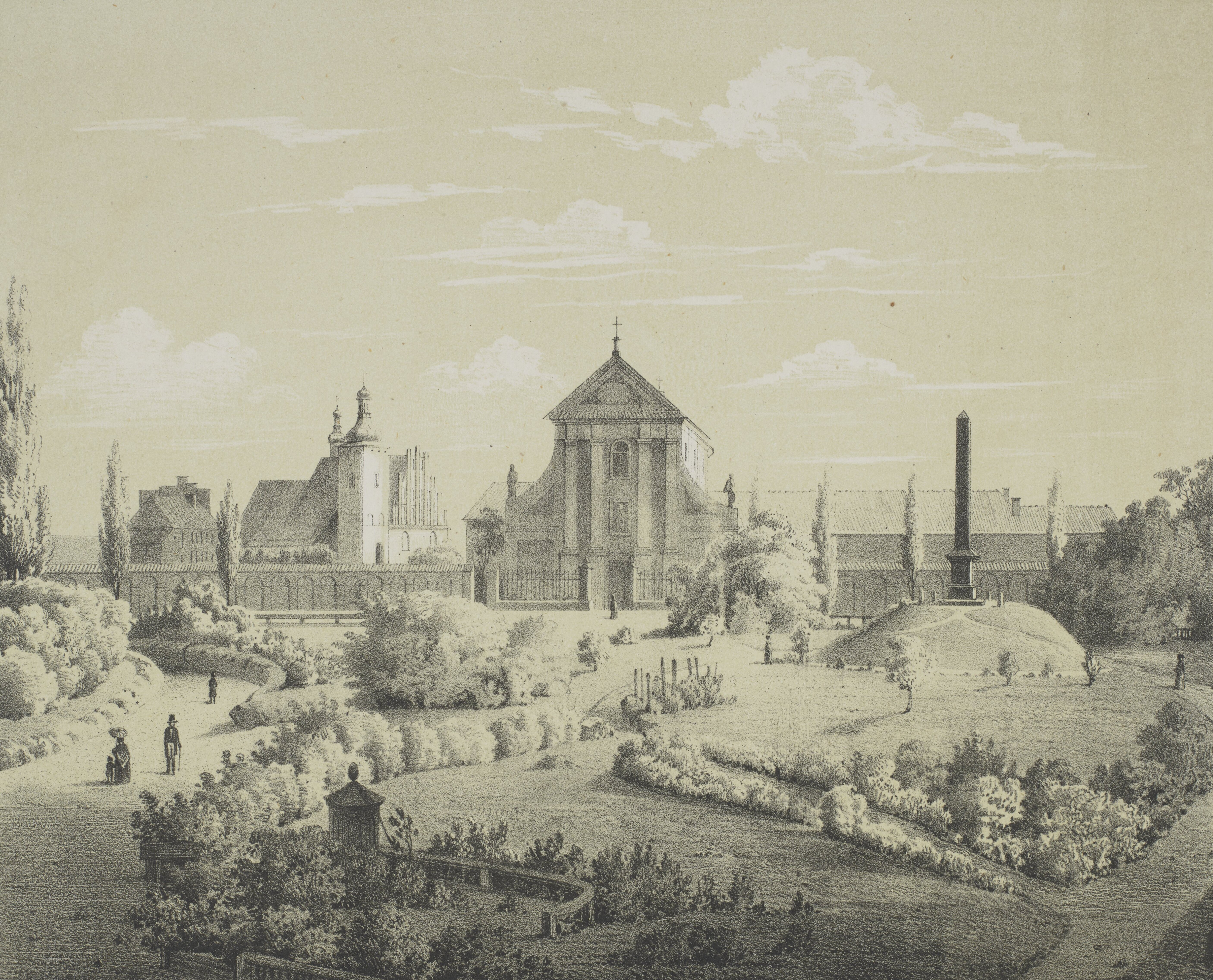
Kościół powizytkowski, kościół kapucynów i pomnik Unii Lubelskiej w Lublinie (litografia z ok. 1860)

Adam Lerue (ur. 1825 w Dubience, zm. 1863 w Częstochowie) – polski rysownik, malarz i litograf francuskiego pochodzenia.
Studiował w Szkole Sztuk Pięknych w Warszawie, gdzie należał do uczniów Jana Feliksa Piwarskiego i w 1851 uzyskał dyplom. Związany był wtedy z grupą młodych malarzy skupionych wokół Marcina Olszyńskiego. Był jednym z założycieli warszawskiego Towarzystwa Zachęty Sztuk Pięknych (1860). We wrześniu 1862 przeniósł się do Częstochowy, gdzie w Szkole Państwowej Specjalnej uzyskał posadę nauczyciela rysunku i kaligrafii.
Początkowo uprawiał głównie malarstwo olejne, tworząc widoki architektury i wnętrz oraz portrety.
Wraz z Wojciechem Gersonem wydał w 1852 Album widoków Warszawy (jako pierwszy ukazując stolicę widzianą z lotu balonem). W latach 1850–1855 jako rysownik uczestniczył w Delegacji do opisywania zabytków starożytności w Królestwie Polskim, powołanej w celu inwentaryzacji zabytków. Przemierzając wówczas gubernię płocką, lubelską i augustowską, wykonał 36 akwarelowych widoków zabytkowych obiektów.
Jego liczne akwarele i rysunki (rozpowszechniane potem w postaci litografii) inspirowane były również tematami z rodzimej historii i literatury, m.in. z utworów A. Mickiewicza i J.I. Kraszewskiego, z którymi utrzymywał korespondencję. W latach 1857–1860 opublikował Album lubelskie, w którym znalazły się litografie jego rysunków opatrzone tekstami Kazimierza Stronczyńskiego oraz Hipolita Skimborowicza.